# Joseph Roos (1726-1805)
Pour les articles homonymes, voir Roos.
Joseph Roos est un peintre allemand, petit-fils de Philipp Peter Roos, né à Vienne le 9 octobre 1726 et mort le 25 août 1805. 
Il eut pour maître son père Joseph, qui fut un peintre médiocre. Après avoir exécuté un grand nombre de tableaux à Dresde, où il devint membre de l’Académie, il se rendit à Vienne et devint directeur de la galerie impériale. Joseph Roos fut un paysagiste de talent. 
Plusieurs de ses tableaux ornent le palais de Schœnbrunn. Il a exécuté, avec beaucoup de succès, plusieurs suites d’eaux-fortes représentant des paysages et des animaux.

## Source
- Grand Dictionnaire universel du XIXe siècle